# McLaren M23
El McLaren M23 era un coche de Fórmula 1 diseñado por Gordon Coppuck, con la colaboración de John Barnard, y construido por el equipo McLaren. Fue un desarrollo de los coches McLaren M16 utilizados en las 500 Millas de Indianápolis. Con un motor Ford-Cosworth DFV, fue preparado por el especialista empresas de tuning la compañía Motores Nicholson. Este ayudó a impulsar la producción de los caballos de fuerza necesarios DFV para proporcionar unos 490 CV.

## Historia
Se introdujo para la temporada de 1973, y marcando la pole position con Denny Hulme en su primera participación. Hulme y Peter Revson tuvieron tres victorias en la temporada, mientras que el novato Jody Scheckter casi se añadió como un cuarto piloto. Scheckter fue el responsable de uno de los mayores accidentes de la Fórmula 1 que jamás haya visto, en el Gran Premio de Inglaterra de 1973, cuando hizo un trompo su M23 en frente de varios coches. Emerson Fittipaldi se unió a McLaren tras su salida de Lotus en 1974. Su conocimiento del Lotus 72 ayudó a desarrollar el McLaren M23 y que la temporada de McLaren con Fittipaldi daría su primer título de pilotos y constructores, superando a Ferrari, Tyrrell y Lotus.
Un desarrollo mejorado para 1975, como una caja de cambios de 6 velocidades, que era una novedad en la época - ayudó a Fittipaldi y a McLaren al segundo lugar en ambos campeonatos detrás de Niki Lauda, quien tenía la ventaja con el chasis del Ferrari 312T. El equipo experimentó con estilos de carrocería diferentes, incluyendo Kickups en cuanto a la aerodinámica delantera así como para las ruedas traseras, diferentes perfiles de la nariz y una carrocería más grande delante de las ruedas traseras, la n lugar para los enfriadores de aceite. La mayoría de estos cambios fueron aprobados por el M23 y su sucesor, el McLaren M26. A finales de 1975, Fittipaldi dejó el equipo para unirse a su hermano en el nuevo equipo Fittipaldi patrocinado por la azucarera Copersucar. Fue sustituido por James Hunt, que ganaría una dramática y polémica temporada de 1976 con evolucionado M23.
Cuando se dio la sustitución por el McLaren M26, resultó problemático para Hunt y Jochen Mass, ya que este último coche se basaba en el M23 y el cual se había sustituido por este, en parte para la temporada de 1977, y aunque el coche era ahora cuatro años obsoleto, todavía era competitivo. El M23 no era el coche de F1 más avanzado técnicamente, pero una buena preparación y el desarrollo continuo ayudó a ganar 16 grandes premios, con dos pilotos campeones y un título de constructores durante su época de manejo.
El M23 también fue modificado para su uso en las carreras de la Fórmula 5000.

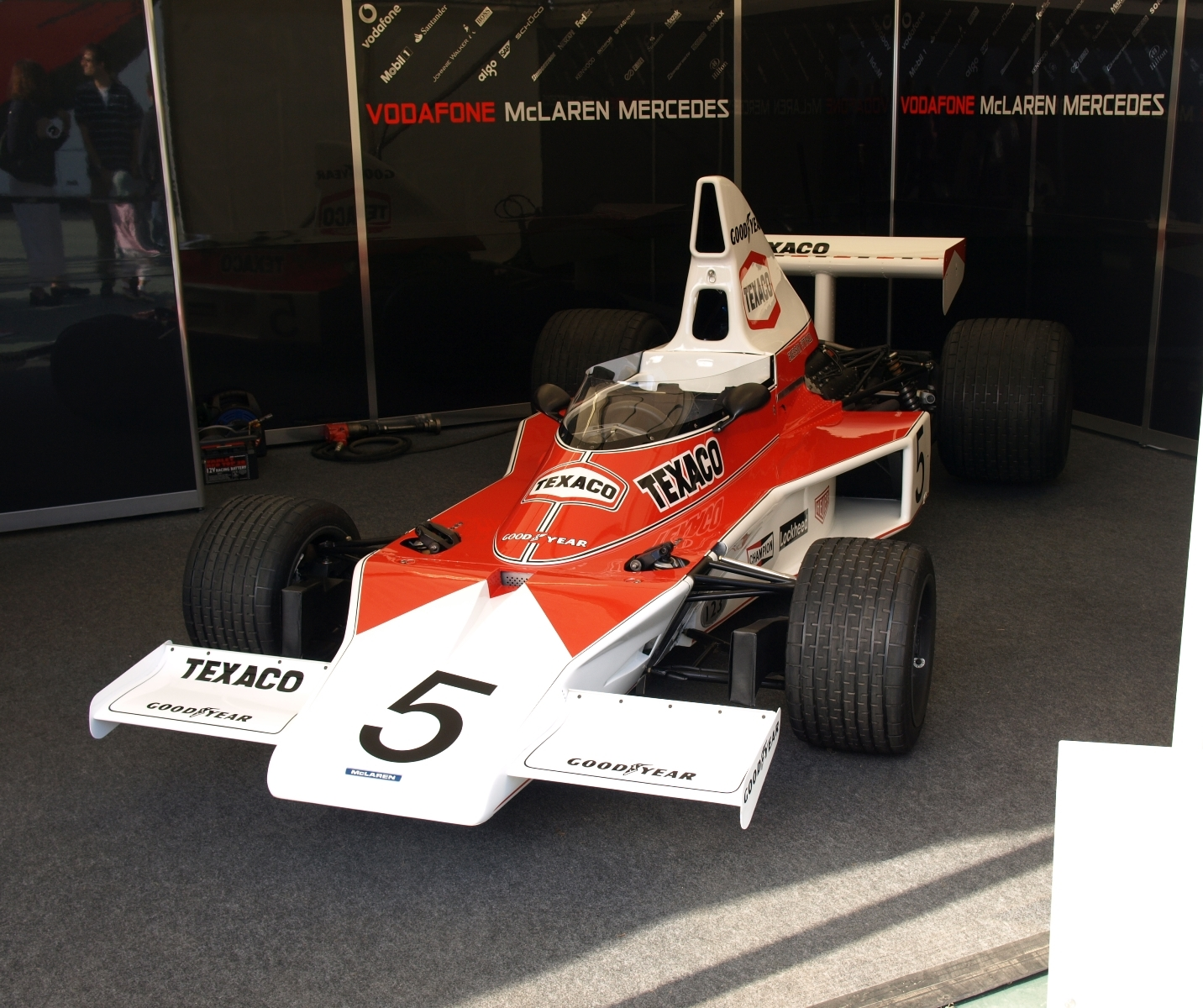
McLaren M23 en un exibicón del Festival de Goodwood.
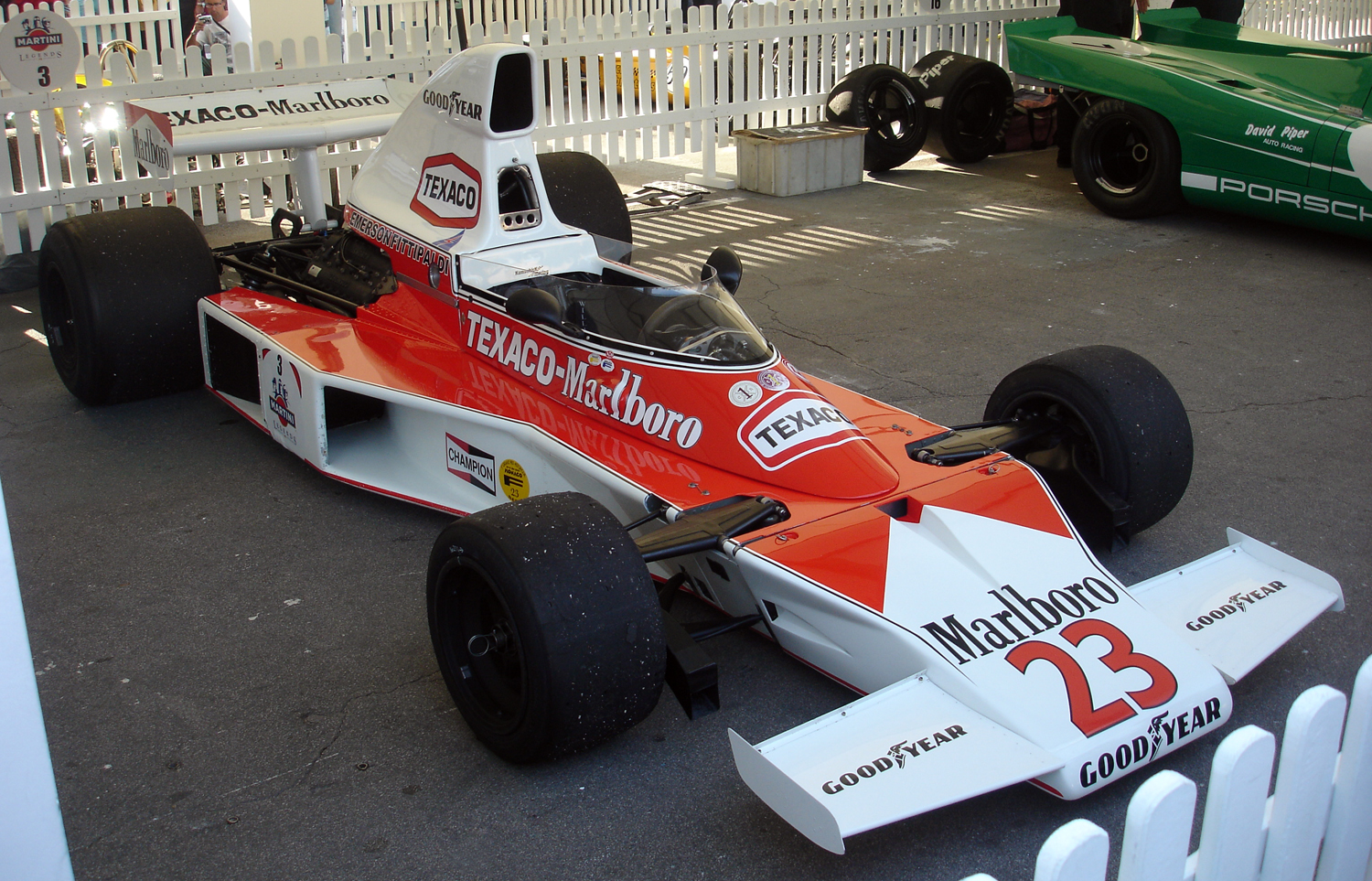
M23 en exhibición
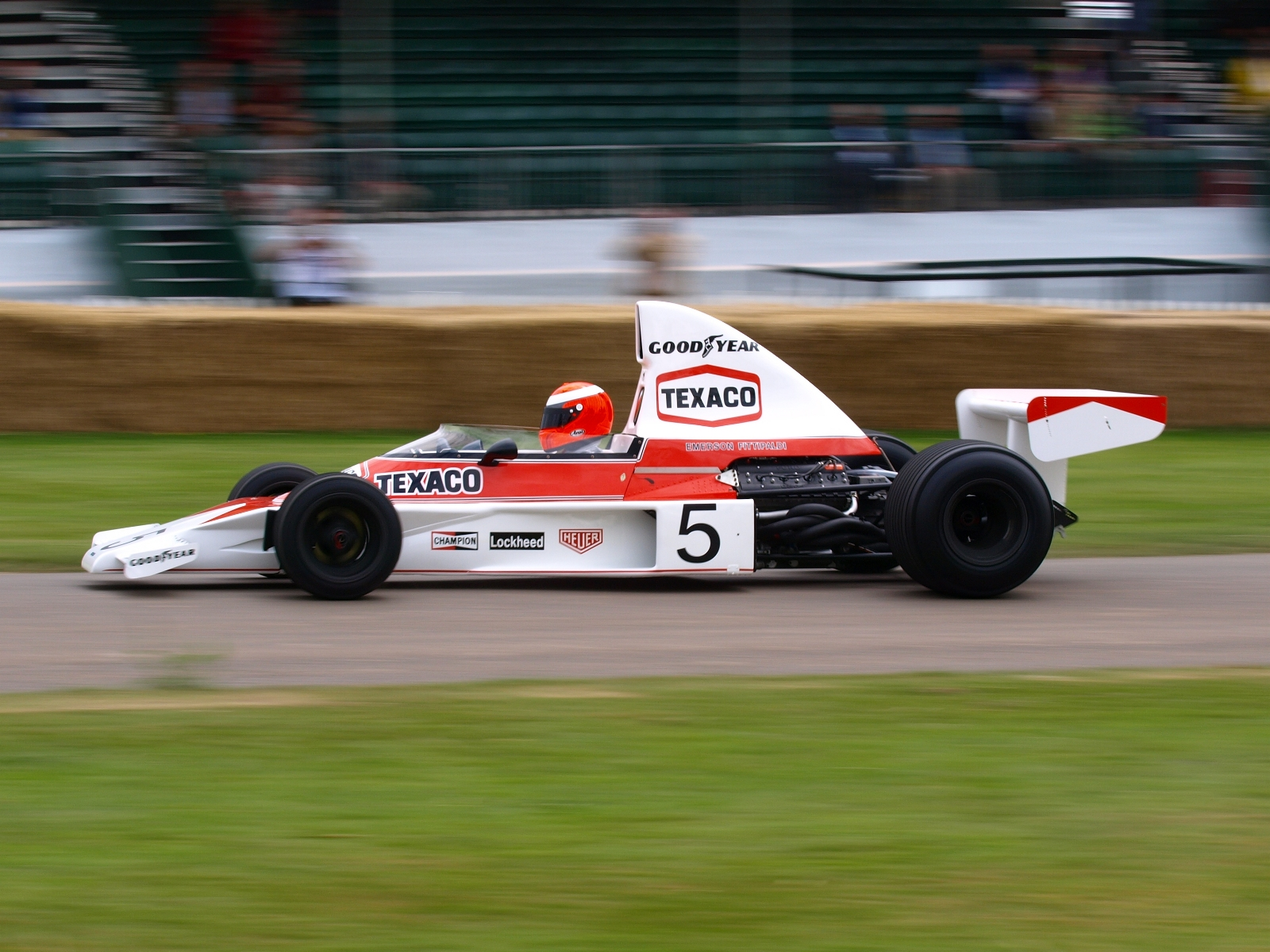
El M23 que condujo Emerson Fittipaldi.
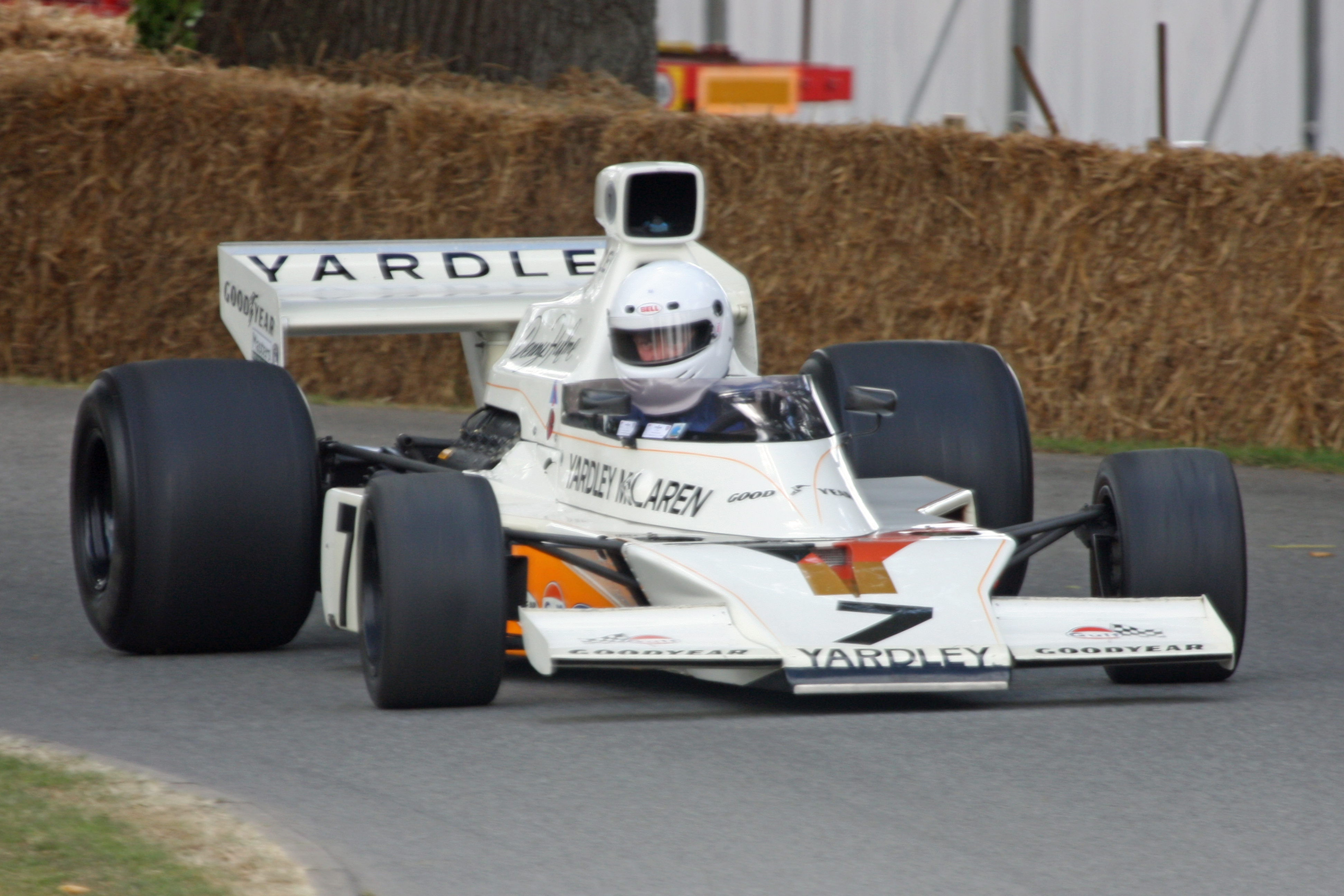
El Yardley McLaren de Denny Hulme.

## Resultados

### Fórmula 1
(Clave) (negrita indica pole position) (cursiva indica vuelta rápida)

| Año  | Chasis | Motor               | Neu. | Pilotos            | 1   | 2   | 3   | 4   | 5   | 6   | 7   | 8   | 9   | 10  | 11  | 12  | 13  | 14  | 15  | 16  | 17  | Puntos  | Pos, |
| ---- | ------ | ------------------- | ---- | ------------------ | --- | --- | --- | --- | --- | --- | --- | --- | --- | --- | --- | --- | --- | --- | --- | --- | --- | ------- | ---- |
| 1973 | M23    | Cosworth DFV 3.0 V8 | G    |                    | ARG | BRA | RSA | ESP | BEL | MON | SWE | FRA | GBR | NED | GER | AUT | ITA | CAN | USA |     |     | 58*     | 3º   |
| 1973 | M23    | Cosworth DFV 3.0 V8 | G    | Denny Hulme        |     |     | 5   | 6   | 7   | 6   | 1   | 8   | 3   | Ret | 12  | 8   | 15  | 13  | 4   |     |     | 58*     | 3º   |
| 1973 | M23    | Cosworth DFV 3.0 V8 | G    | Peter Revson       |     |     |     | 4   | Ret | 5   | 7   |     | 1   | 4   | 9   | Ret | 3   | 1   | 5   |     |     | 58*     | 3º   |
| 1973 | M23    | Cosworth DFV 3.0 V8 | G    | Jody Scheckter     |     |     |     |     |     |     |     | Ret | DNS |     |     |     |     | Ret | Ret |     |     | 58*     | 3º   |
| 1973 | M23    | Cosworth DFV 3.0 V8 | G    | Jacky Ickx         |     |     |     |     |     |     |     |     |     |     | 3   |     |     |     |     |     |     | 58*     | 3º   |
| 1974 | M23B   | Cosworth DFV 3.0 V8 | G    |                    | ARG | BRA | RSA | ESP | BEL | MON | SWE | NED | FRA | GBR | GER | AUT | ITA | CAN | USA |     |     | 73 (75) | 1º   |
| 1974 | M23B   | Cosworth DFV 3.0 V8 | G    | Emerson Fittipaldi | 10  | 1   | 7   | 3   | 1   | 5   | 4   | 3   | Ret | 2   | Ret | Ret | 2   | 1   | 4   |     |     | 73 (75) | 1º   |
| 1974 | M23B   | Cosworth DFV 3.0 V8 | G    | Denny Hulme        | 1   | 12  | 9   | 6   | 6   | Ret | Ret | Ret | 6   | 7   | Ret | 2   | 6   | 6   | Ret |     |     | 73 (75) | 1º   |
| 1974 | M23B   | Cosworth DFV 3.0 V8 | G    | Mike Hailwood      | 4   | 5   | 3   | 9   | 7   | Ret | Ret | 4   | 7   | Ret | 15  |     |     |     |     |     |     | 73 (75) | 1º   |
| 1974 | M23B   | Cosworth DFV 3.0 V8 | G    | David Hobbs        |     |     |     |     |     |     |     |     |     |     |     | 7   | 9   |     |     |     |     | 73 (75) | 1º   |
| 1974 | M23B   | Cosworth DFV 3.0 V8 | G    | Jochen Mass        |     |     |     |     |     |     |     |     |     |     |     |     |     | 16  | 7   |     |     | 73 (75) | 1º   |
| 1975 | M23C   | Cosworth DFV 3.0 V8 | G    |                    | ARG | BRA | RSA | ESP | MON | BEL | SWE | NED | FRA | GBR | GER | AUT | ITA | USA |     |     |     | 53      | 3º   |
| 1975 | M23C   | Cosworth DFV 3.0 V8 | G    | Emerson Fittipaldi | 1   | 2   | Ret | DNS | 2   | 7   | 8   | Ret | 4   | 1   | Ret | 9   | 2   | 2   |     |     |     | 53      | 3º   |
| 1975 | M23C   | Cosworth DFV 3.0 V8 | G    | Jochen Mass        | 14  | 3   | 6   | 1   | 6   | Ret | Ret | Ret | 3   | 7   | Ret | 4   | Ret | 3   |     |     |     | 53      | 3º   |
| 1976 | M23D   | Cosworth DFV 3.0 V8 | G    |                    | BRA | RSA | USW | ESP | BEL | MON | SWE | FRA | GBR | GER | AUT | NED | ITA | CAN | USA | JPN |     | 74 (75) | 2º   |
| 1976 | M23D   | Cosworth DFV 3.0 V8 | G    | James Hunt         | Ret | 2   | Ret | 1   | Ret | Ret | 5   | 1   | DSQ | 1   | 4   | 1   | Ret | 1   | 1   | 3   |     | 74 (75) | 2º   |
| 1976 | M23D   | Cosworth DFV 3.0 V8 | G    | Jochen Mass        | 6   | 3   | 5   | Ret | 6   | 5   | 11  | 15  | Ret | 3   | 7   |     | Ret | 5   | 4   | Ret |     | 74 (75) | 2º   |
| 1977 | M23E   | Cosworth DFV 3.0 V8 | G    |                    | ARG | BRA | RSA | USW | ESP | MON | BEL | SUE | FRA | GBR | GER | AUT | NED | ITA | USA | CAN | JPN | 60*     | 3º   |
| 1977 | M23E   | Cosworth DFV 3.0 V8 | G    | James Hunt         | Ret | 2   | 4   | 7   |     | Ret |     |     |     |     |     |     |     |     |     |     |     | 60*     | 3º   |
| 1977 | M23E   | Cosworth DFV 3.0 V8 | G    | Jochen Mass        | Ret | Ret | 5   | Ret | 4   | 4   | Ret | 2   | 9   |     |     |     |     |     |     |     |     | 60*     | 3º   |
| 1977 | M23E   | Cosworth DFV 3.0 V8 | G    | Gilles Villeneuve  |     |     |     |     |     |     |     |     |     | 11  |     |     |     |     |     |     |     | 60*     | 3º   |
| 1977 | M23E   | Cosworth DFV 3.0 V8 | G    | Bruno Giacomelli   |     |     |     |     |     |     |     |     |     |     |     |     |     | Ret |     |     |     | 60*     | 3º   |

- 12 puntos en 1973 marcó con el M19A y el M19C
- 39 puntos en 1977 marcó con el M26

### Entradas de otros equipos
| Año  | Entrada de Equipo               | Chasís | Motor                    | Neumáticos | Pilotos           | 1   | 2   | 3   | 4   | 5   | 6   | 7   | 8   | 9   | 10  | 11  | 12  | 13  | 14  | 15  | 16  | 17  |
| ---- | ------------------------------- | ------ | ------------------------ | ---------- | ----------------- | --- | --- | --- | --- | --- | --- | --- | --- | --- | --- | --- | --- | --- | --- | --- | --- | --- |
| 1974 |                                 |        |                          |            |                   | ARG | BRA | RSA | ESP | BEL | MON | SWE | NED | FRA | GBR | GER | AUT | ITA | CAN | USA |     |     |
| 1974 | Scribante Lucky Strike Racing   | M23    | Ford Cosworth DFV 3.0 V8 | G          | Dave Charlton     |     |     | 19  |     |     |     |     |     |     |     |     |     |     |     |     |     |     |
| 1975 |                                 |        |                          |            |                   | ARG | BRA | RSA | ESP | MON | BEL | SWE | NED | FRA | GBR | GER | AUT | ITA | USA |     |     |     |
| 1975 | Lucky Strike Racing             | M23    | Ford Cosworth DFV 3.0 V8 | G          | Dave Charlton     |     |     | 14  |     |     |     |     |     |     |     |     |     |     |     |     |     |     |
| 1977 |                                 |        |                          |            |                   | ARG | BRA | RSA | USW | ESP | MON | BÉL | SWE | FRA | GBR | GER | AUT | NED | ITA | USA | CAN | JPN |
| 1977 | Iberia Airlines                 | M23    | Ford Cosworth DFV 3.0 V8 | G          | Emilio de Villota |     |     |     |     | 13  |     | DNQ | DNQ |     | DNQ | DNQ | 17  |     | DNQ |     |     |     |
| 1977 | Chesterfield Racing             | M23    | Ford Cosworth DFV 3.0 V8 | G          | Brett Lunger      |     |     |     |     |     |     | DNS | 11  | DNQ | 13  | Ret | 10  | 9   | Ret | 10  | 11  |     |
| 1978 |                                 |        |                          |            |                   | ARG | BRA | RSA | USW | MON | BEL | ESP | SWE | FRA | GBR | GER | AUT | NED | ITA | USA | CAN |     |
| 1978 | Liggett Group/ B&S Fabrications | M23    | Ford Cosworth DFV 3.0 V8 | G          | Brett Lunger      | 13  | Ret | 11  | DNQ |     |     |     |     |     |     |     |     |     |     |     |     |     |
| 1978 | Liggett Group/ B&S Fabrications | M23    | Ford Cosworth DFV 3.0 V8 | G          | Nelson Piquet     |     |     |     |     |     |     |     |     |     |     |     | Ret | Ret | 9   |     |     |     |
| 1978 | Centro Aseguredor F1            | M23    | Ford Cosworth DFV 3.0 V8 | G          | Emilio de Villota |     |     |     |     |     |     | DNQ |     |     |     |     |     |     |     |     |     |     |
| 1978 | Melchester Racing               | M23    | Ford Cosworth DFV 3.0 V8 | G          | Tony Trimmer      |     |     |     |     |     |     |     |     |     | DNQ |     |     |     |     |     |     |     |